# Fiat 126 Moretti Minimaxi
La Fiat 500 Moretti Minimax est un petit pick-up tout-terrain basé sur la Fiat 500, fabriquée par le petit constructeur italien Moretti. C'est le premier modèle de ce type réalisé par Moretti qui, jusqu'alors, s'était consacré à des créations spécifiques fuoriserie destinées à une clientèle bourgeoise aisée qui chreche la différence avec des modèles de haute volée.
Dans le très vaste monde des automobiles italiennes, le segment des spiaggine « voitures de plage » est incontournable. Ce sont de petites voitures souvent sans toit ni portes qui permettent de profiter du climat favorable de la péninsule lors des ballades, de rouler les cheveux au vent… , des voitures idéales sur les lieux de villégiature, pour se promener en bord de plage. C’est en Italie que ce type d’automobile est né, aidé par la multitude d’artisans carrossiers qui ont su transformer les nombreuses petites voitures présentes sur le marché, dont Fiat a toujours été le spécialiste. Le géant Fiat n'a jamais fabriqué directement ce type de véhicule aux volumes de production limités. Il s'est toujours contenté de fournir aux carrossiers spécialisés les éléments nécessaires, allant de la plateforme motorisée jusqu'à la structure complète de la voiture sans la peau extérieure de la carrosserie. 
Cette petite voiture de plage est venue concurrencer la Mini Moke anglaise de BMC, lancée en 1964 comme véhicule militaire au Royaume-Uni mais qui n'a connu aucun succès sur le marché civil et jamais retenu par l'armée britannique. Moins de 1,500 exemplaires ont été vendus en Grande-Bretagne entre 1964 et 1968 sur les 14.518 produits. Par contre, le modèle a remporté un certain succès en Italie d'où, la volonté de Moretti de lancer un modèle concurrent.
Selon les rares informations disponibles, il semble qu'à peine 80 exemplaires de cette version construite sur la base de la Fiat 500 auraient été produits avant que le modèle soit transposé sur la base de la Fiat 126 à partir de 1973 et renommé Fiat 126 Moretti Minimaxi.

## Fiat 126 Moretti Minimaxi
La Fiat 126 Moretti MiniMaxi est une voiture de plage, une spiaggina selon la définition italienne d'une voiture pour les loisirs, le plein-air et les balades durant l'été. En déposant la banquette arrière, elle se transforme en une voiture deux-places pour un usage utilitaire. Elle n'a été commercialisée qu'en version deux roues motrices. Elle succède à la Fiat 500 Moretti Minimaxi dont elle conserve la structure et la carrosserie très anguleuse de Moretti mais offre un habitacle plus élaboré. 
La Fiat 126 Moretti Midimaxi a été produite de 1973 à 1980, en utilisant la mécanique de la Fiat 126, un moteur deux cylindres placé en porte à faux à l'arrière. Le véhicule pouvait recevoir une fermeture de la partie arrière en toile imperméable ou un hard top en polyester renforcé de fibres de verre. 
Comme tous les véhicules Fiat, la robustesse et la simplicité de construction est une de ses caractéristiques fondamentales. La Moretti Minimaxi reprend la mécanique éprouvée, très fiable et sobre de la Fiat 126, moteur type 110 de 594 cm3 développant 23 ch DIN avec une boîte de vitesses à 4 rapports.
Un peu plus de 200 de ces petites voitures ont été fabriquées par Moretti. 
Une version semblable a été produite en Grèce par le constructeur Autokinitoviomihania Ellados nommée Fiat 126 Poker. Seulement 253 exemplaires ont été produits.

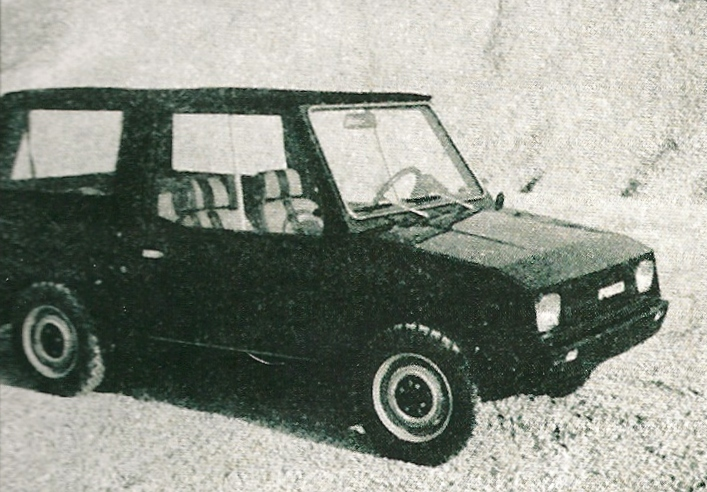
Fiat 126 Poker 126 modèle revendiqué d'origine A. Ellados en 1978

.